# Ruppertshofen (Badenia-Wirtembergia)
Ruppertshofen – miejscowość i gmina w Niemczech, w kraju związkowym Badenia-Wirtembergia, w rejencji Stuttgart, w regionie Ostwürttemberg, w powiecie Ostalb, wchodzi w skład związku gmin Schwäbischer Wald. Leży ok. 20 km na zachód od Aalen.

## Współpraca
Miejscowość partnerska:
- Gehringswalde – dzielnica Wolkenstein, Saksonia